# Hanbalovský mazhab

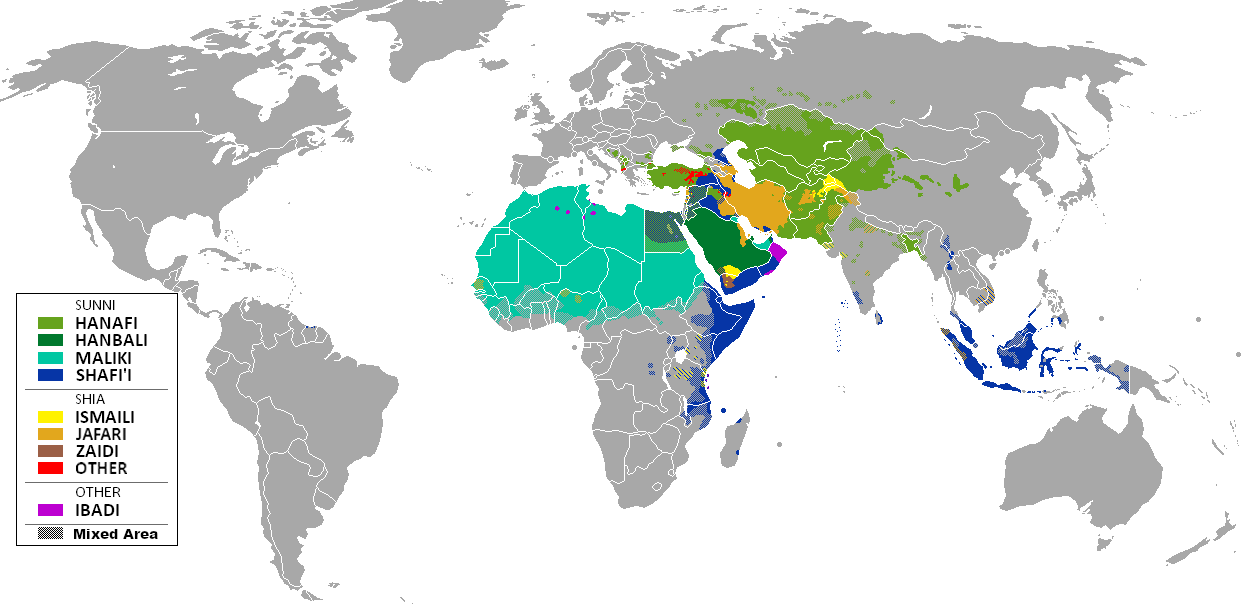
Rozšíření Hanbalovské právní školy (tmavě zelená)

Hanbalovský mazhab je tradiční právní škola sunnitského islámu.
Založil ji v 9. století Ahmad ibn Hanbal v Bagdádu. Zdůrazňuje doslovný výklad Koránu a sunny. Prosazuje právní názory druhů Proroka. Hanbalovci odmítali cizí vlivy, súfismus a askezi. Zdůrazňovali právní čistotu islámu. Mezi představiteli školy vyniká Ibn Tajmía († 1328), jehož vliv sahá až k wahhábovskemu hnutí a k novějším formám fundamentalismu.
Hanbalovský směr je úřední právní školou v Saúdské Arábii a Kataru, ale má přívržence i v Iráku, Sýrii a Palestině.